# آرنولد بوگلی
آرنولد بوگلی (انگلیسی: Arnold Bögli; ۳۰ مه ۱۸۹۷ – نامشخص) کشتی‌گیر اهل سوئیس بود.
وی در مسابقات کشوری و بین‌المللی در مجموع برندهٔ ۱ مدال نقره شده‌است.